# Die Terranauten (Roman)
Die Terranauten (Originaltitel: The Terranauts) ist ein Roman des US-amerikanischen Schriftstellers T. C. Boyle aus dem Jahr 2016, in dem die Geschichte eines Versuchs erzählt wird, ein vollständiges, autarkes Ökosystem für 8 Personen nachzubilden, die zwei Jahre darin leben sollen. Auf Deutsch erschien das Buch 2017, übersetzt von Dirk van Gunsteren. Dieses Buch hat nichts mit der SF-Romanheftserie Die Terranauten von Thomas R. P. Mielke und Rolf W. Liersch zu tun.

## Hintergrund
Das Projekt Biosphäre 2 diente als Vorbild. Ein Milliardär finanziert das Projekt Ecosphere 2: ein geschlossenes Ökosystem mit Savanne, Ozean, tropischer Regenwald, Landwirtschaft und Wohnbereich. Ziel sind Erkenntnisse für mögliche bemannte Basen auf dem Mond oder dem Mars und für Langzeitreisen. Dabei wird ein erheblicher technischer Aufwand betrieben – mit Pumpen, Filtersystemen und Ventilatoren. Ein komplettes und autarkes Lebenserhaltungssystem soll geschaffen werden. Während der Versuchsdauer soll das System völlig autark sein, Ausnahmen sind Strom und Kommunikation.

## Handlung
Acht Frauen und acht Männer mit verschiedenen Qualifikationen unterziehen sich einem Auswahlverfahren, die Hälfte wird ausgewählt, um als zweite Gruppe für zwei Jahre in der Ecosphere 2 zu leben. Nachdem ihre Vorgänger, die erste Gruppe, ihren Aufenthalt vorzeitig abgebrochen hatten, steht die zweite Gruppe unter einem erhöhten Erfolgszwang. Unter großer medialer Anteilnahme wird der „Einschluss“ durchgeführt: Die acht neuen Bewohner beziehen die Räumlichkeiten, niemand und nichts kann mehr hinein- oder herauskommen. Die nicht ausgewählte Hälfte unterstützt das Experiment im Außenbereich und bildet zugleich die Auswahlgruppe für die bereits geplante dritte Gruppe.
Die Geschichte wird aus der Perspektive dreier Personen erzählt:
die Nutztierwärterin Dawn Chapman, der für Kommunikation und Wassermanagement zuständige Ramsay Roothoorp und Dawns „beste“ Freundin Linda Ryu. Dawn wurde im Auswahlverfahren Linda vorgezogen, die nach der ersten Enttäuschung im Außenteam weitermacht und hofft, bei der kommenden dritten Gruppe dabei zu sein. Alle müssen sich an die Belastungen in dem eingeschränkten Lebensraum gewöhnen. Die Essensrationen sind knapp. Die Beziehungen zwischen manchen Mitgliedern entwickeln sich schwierig, es kommt zu zwei Pärchenbildungen und Eifersüchteleien brodeln auf. Feste bringen Struktur in den immer gleichen Ablauf der Tage; dazu gehören die Tag-und-Nacht-Gleichen und Weihnachten – zur dunklen Zeit mit den geringsten landwirtschaftlichen Erträgen. Mit Theateraufführungen soll depressiven Stimmungen entgegengesteuert werden. Sehr wichtig ist der Leitung des Unternehmens im Außenteam die Darstellung des Projektes in den Medien.
In der Gruppe entwickelt sich eine Eigendynamik, während die Leitung im Außenteam versucht, das Projekt in ihrem Sinne zu steuern. Es kommt zu Zwischenfällen: Ein Galago wird von einem Artgenossen getötet und ein Stromausfall gefährdet die Sauerstoffversorgung. Zur größten Belastung für alle Beteiligten wird jedoch die Schwangerschaft von Dawn Chapman.

## Aufbau
Der Roman mit 603 Seiten ist in 4 Kapitel gegliedert:
- Vor dem Einschluss
- Einschluss: Jahr eins
- Einschluss: Jahr zwei
- Wiedereintritt

In jedem Kapitel wechseln sich die drei Protagonisten – Dawn Chapman, Ramsay Roothoorp und Linda Ryu – mit einer Beschreibung aus ihrer persönlichen Perspektive ab, wobei der Leser auch direkt angesprochen wird. Der Stil erinnert an ein nachträgliches Protokoll.

## Rezeption
„Sie haben sich der Sache verschrieben, fühlen sich auserwählt, das treibt sie an – und hin und wieder, immerhin, durchzuckt sie ein Zweifel: Ob das Ganze nicht etwas Sektenhaftes hat? Sollen sie ihr ganzes Leben dieser Mission widmen? Werden sie nicht selbst wie Tiere im Zoo präsentiert? Stets müssen sie eine gute Figur machen, auch wegen des Kommerzes...Am Ende, das ist die dürre Erkenntnis dieses langatmig-verschwatzten Romans, steht sich noch der utopischste Mensch immer selbst im Weg.“

## Buch
- T. C. Boyle: Die Terranauten, Aus dem Amerikanischen von Dirk van Gunsteren, Carl Hanser Verlag, München 2017, ISBN 978-3-446-25386-5.